# Comparaison entre la digestion aérobie et anaérobie
| Digestion anaérobie (méthanisation) | Digestion aérobie (compostage) |
| ----------------------------------- | ------------------------------ |
| Digestat                            | Compost                        |
| Gaz carbonique                      | Gaz carbonique                 |
| Méthane                             | Chaleur                        |
| Sulfure d'hydrogène (traces)        |                                |

L'article suivant est une comparaison de la digestion aérobie et de la digestion anaérobie . Dans les systèmes aérobies et anaérobies, les micro-organismes qui se développent et se reproduisent nécessitent une source d'oxygène élémentaire pour survivre.
Dans un système anaérobie, il y a absence d'oxygène gazeux. Dans un digesteur anaérobie, l'oxygène gazeux est empêché de pénétrer dans le système par confinement physique dans des réservoirs scellés. Les anaérobies accèdent à l'oxygène à partir de sources autres que l'air ambiant. La source d'oxygène pour ces micro-organismes peut être la matière organique elle-même ou en variante peut être fournie par des oxydes inorganiques à partir de la matière d'entrée. Lorsque la source d'oxygène dans un système anaérobie est dérivée de la matière organique elle-même, les produits finaux « intermédiaires » sont principalement les alcools, les aldéhydes et les acides organiques plus le dioxyde de carbone. En présence de méthanogènes spécialisés, les intermédiaires sont convertis en produits finaux de méthane, dioxyde de carbone, avec des traces de sulfure d'hydrogène. Dans un système anaérobie, la majorité de l'énergie chimique contenue dans le matériau de départ est libérée par des bactéries méthanogènes sous forme de méthane.
Dans un système aérobie, tel que le compostage, les micro-organismes accèdent à l'oxygène gazeux libre directement de l'atmosphère environnante. Les produits finaux d'un processus aérobie sont principalement le dioxyde de carbone et l'eau, qui sont les formes stables et oxydées du carbone et de l'hydrogène . Si la matière de départ biodégradable contient de l'azote, du phosphore et du soufre, alors les produits finaux peuvent également comprendre leurs formes oxydées - nitrate, phosphate et sulfate. Dans un système aérobie, la majorité de l'énergie contenue dans la matière de départ est libérée sous forme de chaleur par leur oxydation en dioxyde de carbone et en eau.
Les systèmes de compostage comprennent généralement des organismes tels que les champignons qui sont capables de décomposer la lignine et les celluloses dans une plus grande mesure que les bactéries anaérobies. De ce fait, il est possible, après digestion anaérobie, de composter le digestat anaérobie permettant une réduction et une stabilisation supplémentaires du volume.